# Henning Voscherau

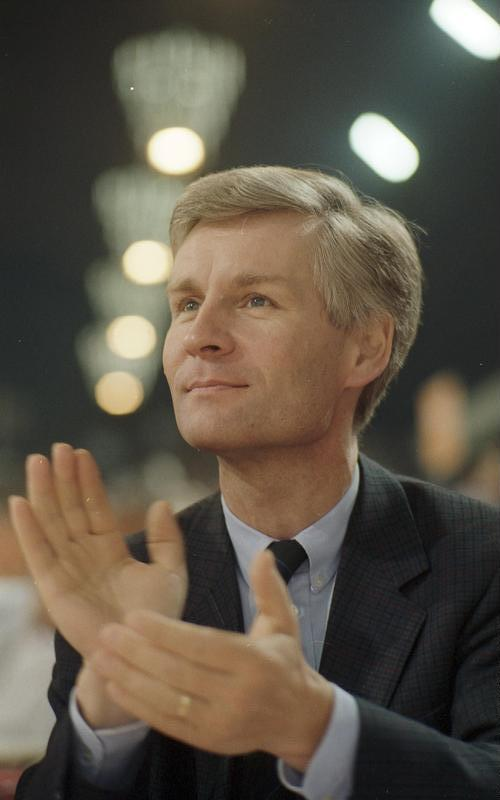
Henning Voscherau (1988)

Henning Voscherau [ˈfɔʃəʁaʊ̯] (* 13. August 1941 in Hamburg; † 24. August 2016 ebenda) war ein deutscher Politiker der SPD. Der Jurist war von 1988 bis 1997 Erster Bürgermeister der Freien und Hansestadt Hamburg.

## Leben und Wirken

### Familie, Ausbildung und Beruf
Henning Voscherau war der Sohn des Schauspielers Carl Voscherau und von Martha, geb. Lohmann (1906–1971), der Neffe des Volksschauspielers Walter Scherau (eigentlich Walter Voscherau) und Bruder von Eggert Voscherau. Henning Voscherau studierte nach dem Abitur am Gymnasium Oberalster Rechtswissenschaft und Volkswirtschaftslehre an der Universität Hamburg. Im Jahr 1969 wurde er promoviert.
1971 heiratete Voscherau die Apothekerin Annerose. Sie bekamen einen Sohn und zwei Töchter.
Von 1974 bis 2011 (mit Unterbrechung von 1988 bis 1997) war er in Hamburg als Notar tätig. Von 2011 an führte er mit seinem Sohn, dem Rechtsanwalt Carl-Christian Voscherau, eine Rechtsanwalts-Bürogemeinschaft.

### Politische Karriere

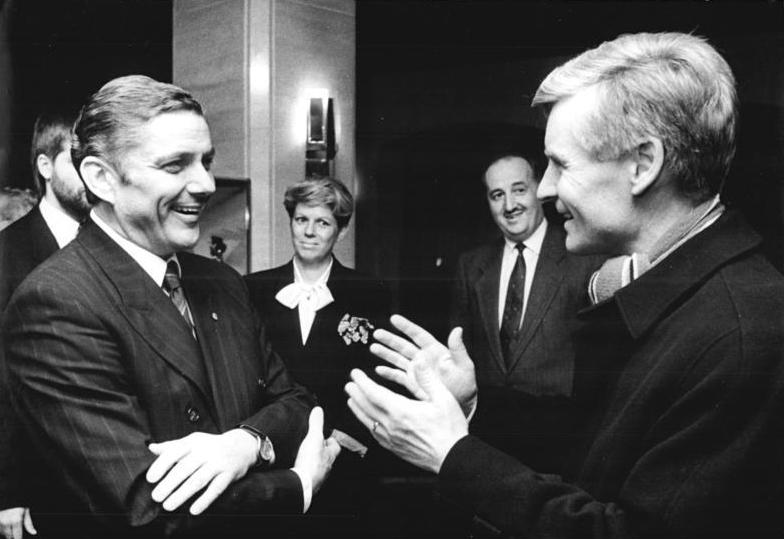
Umweltgespräch mit Oberbürgermeister Wolfgang Berghofer (links) in Dresden, 1989

Voscherau bezeichnete sich selbst als „geborenen Sozi“, unter anderem waren seine Eltern und sein Großvater in der SPD. Er selbst trat der SPD 1966 bei.
Seine politische Laufbahn begann 1970 mit der Wahl in die Bezirksversammlung Wandsbek, in der er auch Fraktionsvorsitzender seiner Partei war und der er bis zur Wahl in die Hamburger Bürgerschaft 1974 angehörte. 1976 wurde er in einer Kampfabstimmung gegen den Parteilinken Jan Ehlers mit 41 zu 17 Stimmen zum zweiten stellvertretenden Vorsitzenden der SPD-Bürgerschaftsfraktion gewählt.
Ab 1981 gehörte er dem Landesvorstand der SPD in Hamburg an. Im Jahr 1982 wurde er Vorsitzender der SPD-Fraktion in der Hamburger Bürgerschaft und behielt diese Funktion bis 1987, bevor er am 8. Juni 1988 zum Nachfolger Klaus von Dohnanyis als Erster Bürgermeister Hamburgs gewählt wurde. Er führte bis 1997 drei Hamburger Senate an (Senat Voscherau I, II und III).
Dem von seinem Amtsvorgänger im Herbst 1987 erzielten Kompromiss mit ehemaligen Hausbesetzern der Hafenstraße stand er kritisch gegenüber und vertrat eine härtere Linie. Schließlich verzichtete er darauf, die Häuser räumen und abreißen zu lassen, da die Bewohner eine Bebauung angrenzender Freiflächen akzeptierten. Vom 1. November 1990 bis zum 31. Oktober 1991 war Voscherau Präsident des Bundesrates. Anschließend hatte er zusammen mit Rupert Scholz den Vorsitz der Gemeinsamen Verfassungskommission (GVK) inne, um die nach Art. 5 des Einigungsvertrages „aufgeworfenen Fragen zur Änderung oder Ergänzung des Grundgesetzes“ bis zur Vorlage des Abschlussberichts am 5. November 1993 zu bearbeiten.
Vor dem Jubiläum 1997 initiierte er die umfangreiche Renovierung des Hamburger Rathauses. Er gewann den Senat und die Bürgerschaft sowie zahlreiche Spender für diese Aufgabe. Voscherau war einer der Initiatoren der Hamburger HafenCity, eines neuen Stadtteils.

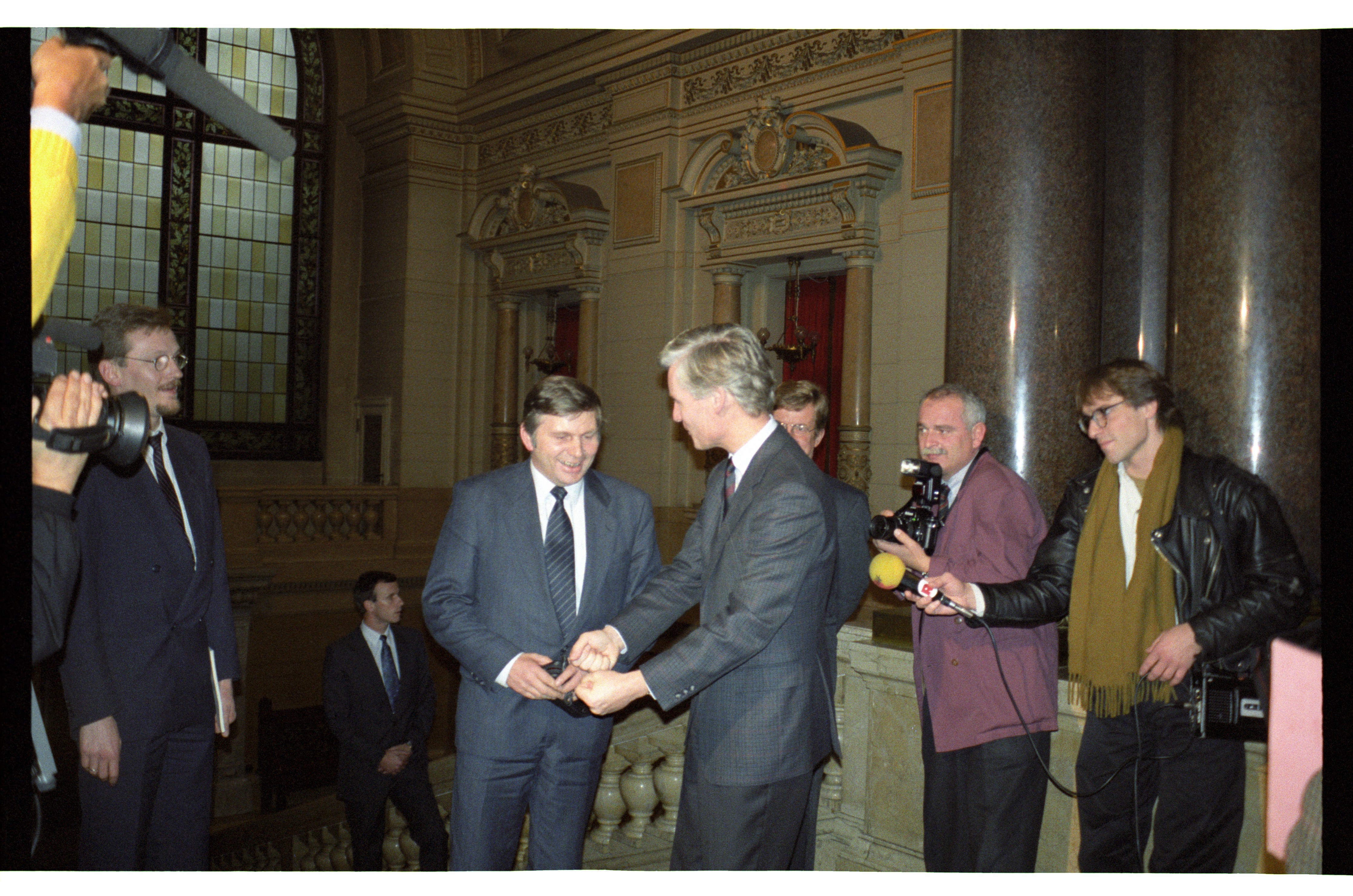
Voscherau und Alfred Gomolka im Hamburger Rathaus, 1990

Bei der Bürgerschaftswahl 1997 erhielt die Hamburger SPD mit Voscherau als Spitzenkandidaten lediglich 36,2 % der Stimmen. Voscherau erklärte noch am Wahlabend in der 20-Uhr-Tagesschau, damit sei seine „Schmerzgrenze unterschritten“. Er übernehme die „volle Verantwortung“ für das Ergebnis und werde in der neuen Bürgerschaft nicht für das Amt des Ersten Bürgermeisters kandidieren. Seine Amtszeit endete am 8. Oktober 1997. Er zog sich daraufhin aus der aktiven Politik zurück, blieb aber bis 2001 Mitglied des SPD-Bundesvorstandes.
Nach einer wegen Stimmzetteldiebstahls gescheiterten Mitgliederbefragung der Hamburger SPD über die Frage, ob Mathias Petersen oder Dorothee Stapelfeldt Ole von Beust (CDU) bei der Bürgerschaftswahl in Hamburg 2008 herausfordern sollten, wurden Voscherau gute Chancen eingeräumt, erneut Spitzenkandidat der SPD zu werden. In einem Brief an den Landesvorsitzenden teilte er am 5. März 2007 jedoch mit, er habe sich wegen der Befürchtung, nicht dauerhaft unterstützt zu werden, und aus Rücksicht auf seine Familie entschlossen, nicht anzutreten.
Nach dem Rücktritt Christian Wulffs war er im Februar 2012 als Kandidat für das Amt des Bundespräsidenten im Gespräch.

### Weitere Tätigkeiten und Tod
Voscherau gehörte ab 2003 dem Vorstand der Deutschen Nationalstiftung an, war dort stellvertretender Vorsitzender des Senats, weiterhin gehörte er dem Kuratorium der Hamburger Zeit-Stiftung Ebelin und Gerd Bucerius an und war sowohl Aufsichtsrats- als auch Kuratoriumsmitglied der privaten Hamburger Bucerius Law School. Er gehörte zudem der Freitagsgesellschaft Helmut Schmidts an.

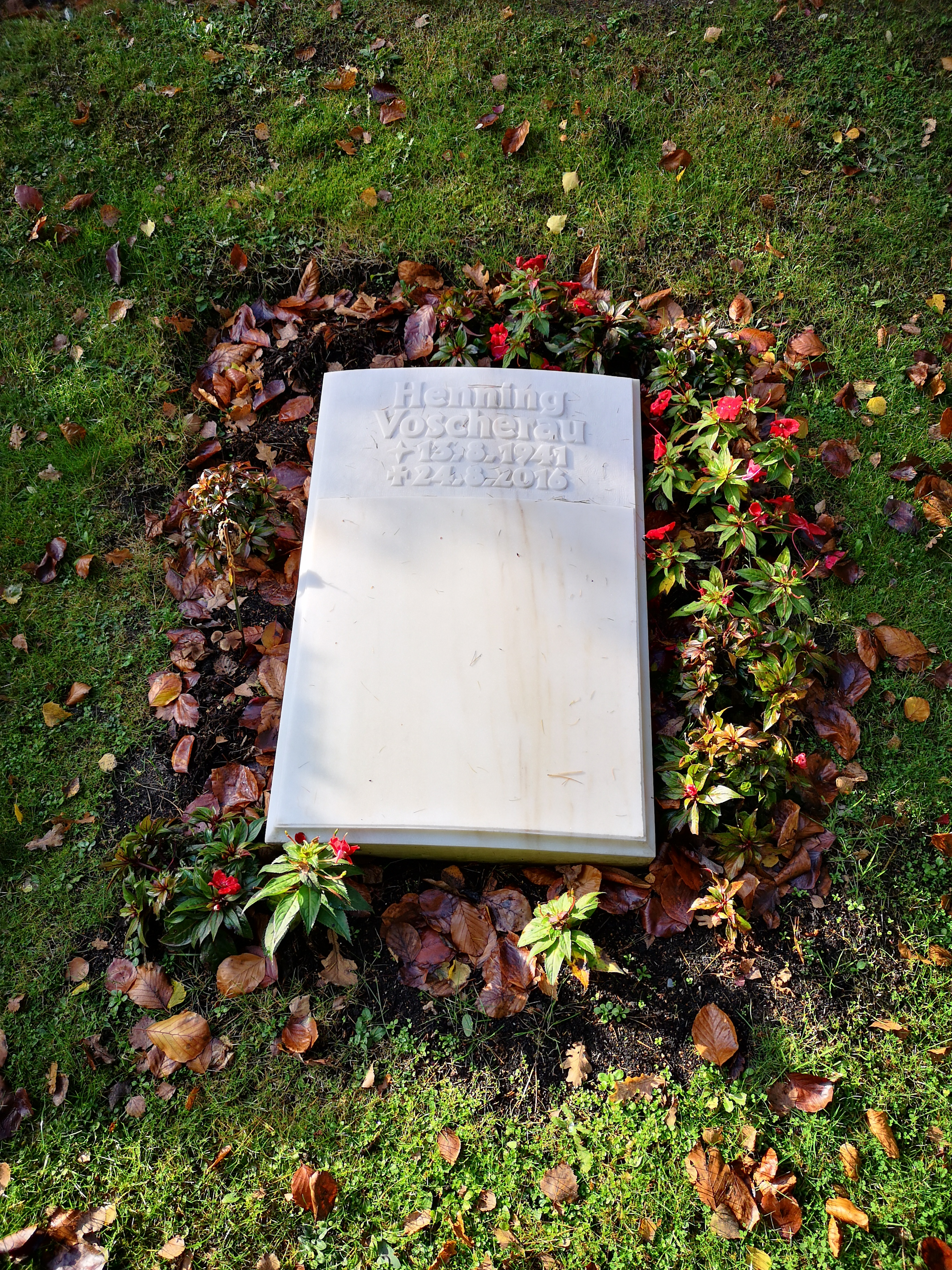
Grab von Henning Voscherau auf dem Friedhof Ohlsdorf

Im April 2012 wurde Henning Voscherau Vorsitzender des Aufsichtsrats der South Stream Transport AG, einem Joint Venture von Gazprom und dem italienischen Energieversorger Eni.
Voscherau war Vorsitzender der Mindestlohn-Kommission, die in Deutschland über die Anpassung der Höhe des gesetzlichen Mindestlohns befindet. Er legte das Amt im April 2015 aus gesundheitlichen Gründen nieder.
Voscherau starb am 24. August 2016, dem Todestag seines Vaters, im Alter von 75 Jahren in seinem Haus in Hamburg-Wellingsbüttel im Beisein seiner Familie an den Folgen eines Hirntumors. Ein Staatsakt zu seinen Ehren fand am 9. September 2016 im Hamburger Thalia Theater statt. Er wurde am folgenden Tag im Kreis seiner engsten Familie auf dem Friedhof Ohlsdorf in Hamburg beigesetzt.

## Ehrungen
Für sein Engagement bei der Planung der HafenCity wurde Voscherau 2011 mit der Bürgermeister-Stolten-Medaille geehrt, einer der höchsten Auszeichnungen Hamburgs. Er war zudem Ehrenmitglied des Reichsbanners Schwarz-Rot-Gold.
Der Vorplatz der HafenCity Universität wurde am 14. November 2019 nach Henning Voscherau benannt.

## Rezeption
Dieter Wedels in Hamburg spielender Sechsteiler Die Affäre Semmeling von 2001 weist, trotz gegenteiliger Beteuerung, zahlreiche Parallelen zu Voscherau, seinem Nachfolger Ortwin Runde sowie zur Hamburger SPD auf. Der von Robert Atzorn gespielte Hamburger Bürgermeister „Dr. Klaus Hennig“ gilt im Gegensatz zu seinem bodenständigen, in der Partei verhafteten Nachfolger Axel Ropert als intellektueller integrer Politiker, der auf Grund familiärer Probleme sowie eines sich mit den Grünen abzeichnenden Bündnisses zurücktritt. Voscherau erkannte sich in der Rolle des Dr. Hennig nicht wieder; eine Szene, in der Sozialdemokraten in der Oper eine Intrige schmieden, bezeichnete er als unmöglich, „da dort nicht genug SPD-Mitglieder zusammenkommen.“

## Publikationen
- Die unerhebliche falsche Zeugenaussage: Ein Beitrag zur Geschichte und zur Auslegung des objektiven Tatbestandes von uneidlicher und eidlicher falscher Aussage. Hamburg 1970, DNB 482079193 (Dissertation, Universität Hamburg, 1. Juli 1970).